# محمد عزیز (بازیکن فوتبال)
محمد عزیز (انگلیسی: Mohamed Aziz؛ زادهٔ ۱ ژانویهٔ ۱۹۸۵) بازیکن فوتبال اهل مراکش است.
وی همچنین در تیم ملی فوتبال مراکش بازی کرده‌است.